# 李建明 (臺灣)
李建明（1984年8月13日—），台灣樹人會志工，他參與動保、樹木保護、電業自由化等議題，也代表樹黨參選立委。

## 參與議題

### 扶正風倒樹、呼籲改善植穴
蘇迪勒颱風吹倒新北市一萬多顆樹。板橋音樂公園受風災後，等不及公部門來救樹的鄰里居民發起了「自己的樹木自己求」行動。此次行動，台灣樹人會志工李建明協助居民救樹。李建明表示，樹木植穴依照新北樹保規範應達一平方公尺，然而此次風災後發現，許多倒塌路樹原有的植穴過小，呼籲市政府改善。

### 30萬人動保連署、推動修法
「為毛小孩連署，點亮光明燈」行動針對動物保護法第25條修法，提高虐殺動物之刑責。樹人會執行代表李建明、樹黨潘翰聲、國民黨立委陳學聖、藝人楊懷民、親民黨立法院黨團副主任吳崑玉、民主進步黨立委高志鵬與2016年4月20日於立院前開記者會。動保團體表示此次推動修法已有5萬人連署，而朝野各黨立委則到場表示支持

2016年4月27日，「為毛小孩連署，點亮光明燈」的網路活動，突破32萬人。

### 受台電小股東委託、出席股東會
2016年6月24日，台灣電力公司舉行股東會。有台電的小股東委託樹黨秘書長李建明出席該次股東會，並在會場向台電提出轉型訴求。樹黨並在同日開記者會說明，將在會場內說明的訴求。

## 參選立委
投入2016年立委選舉，選區新北市第6選區。得票1,816，得票率1.24%。落選。